# Sozialistische Arbeiter-Jugend
Die Sozialistische Arbeiter-Jugend (SAJ) war ein sozialistischer Jugendverband im Umkreis der sozialdemokratischen Parteien in Deutschland und Österreich.

## Österreich
In Österreich bestand sie von 1919 bis 1934 als politische Jugendorganisation im Rahmen der österreichischen Sozialdemokratie. Sie ging aus dem Verband jugendlicher Arbeiter (VJA) hervor, 1934 wurde sie von der austrofaschistischen Diktatur verboten, in der Illegalität wirkte bis 1938 die „Revolutionäre Sozialistische Jugend“ (RSJ) weiter. Die Nachfolgeorganisation der SAJ bzw. der RSJ ist seit 1945 die Sozialistische Jugend Österreich (SJÖ).

## Deutschland
In der Weimarer Republik wurde sie nach dem Zusammenschluss von SPD und USPD 1922 aus deren Jugendverbänden gegründet. Der SPD-nahe Verband der Arbeiterjugendvereine Deutschlands (VAJV) und die USPD-nahe Sozialistische Proletarierjugend (SPJ) schlossen sich am 29. Oktober 1922 zur SAJ zusammen. Dabei war der VAJV mit 90.000 Mitgliedern weit größer als die SPJ mit 20.000 Mitgliedern. Vorsitzender der SAJ wurde Max Westphal, sein Nachfolger wurde 1928 Erich Ollenhauer.
In der zweiten Jahreshälfte 1931 spaltete sich die Sozialistische Arbeiterpartei Deutschlands (SAPD) von der SPD ab, dabei verließen ca. 5000 Mitglieder die SAJ und schlossen sich dem Sozialistischen Jugendverband (SJVD) der SAPD an, unter ihnen Willy Brandt.
Am 28. Februar 1933 wurden alle reichsweiten Zeitungen der SAJ verboten, am 22. Juni 1933 folgte das Verbot der SPD und aller ihrer Nebenorganisationen, somit auch der SAJ, die zu diesem Zeitpunkt noch rund 50.000 Mitglieder hatte. Im Ausland bildeten sich Exilgruppen ehemaliger SAJ-Mitglieder und SJVD-Mitglieder, wo man sich teilweise – wie in Prag und Paris – mit Vertretern der ehemaligen Kommunistischen Jugend zusammenschloss.
Nach 1945 vereinigten sich in Westdeutschland Aktivisten der SAJ mit denen der Reichsarbeitsgemeinschaft der Kinderfreunde (beide Organisationen bildeten Falkengruppen, wie Jungfalken oder Rote Falken) zur Sozialistischen Jugend Deutschlands – Die Falken (SJD – Die Falken), die sich als Kinder-, Jugend- und Erzieherverband versteht. Die ostdeutsche SAJ wurde Teil der FDJ.

## Archiv
Das Archiv der Arbeiterjugendbewegung in Oer-Erkenschwick sammelt unter anderem auch den Nachlass der SAJ aus Deutschland, Österreich und anderen europäischen und außereuropäischen Ländern.

## Bekannte Mitglieder
Weitere bekannte Mitglieder waren:
| - Käthe Fröhbrodt (1905–1986), deutsche Arbeiterin, Mitglied im Hauptvorstand der SAJ - Etkar André (1894–1936), Politiker - Wilhelm Aron (1907–1933), Gerichtsreferendar - Kurt Barthel (1914–1967), Schriftsteller, Lyriker, Dramatiker und Dramaturg - Willy Brandt (1913–1992), Politiker - Otto Brenner (1907–1972), Gewerkschafter und Politiker - Ernst Busch (1900–1980), Sänger, Schauspieler und Regisseur - Ria Deeg (1907–2000), Widerstandskämpferin gegen den Nationalsozialismus - Fritz Erler (1913–1967), Politiker - Walter Fabian (1902–1992), Politiker, Journalist und Übersetzer - Walter Faller (1909–2003), Politiker - Karl Fehler (1905–1941), Kommunist - Egon Franke (1913–1995), Politiker - Viktor Frankl (1905–1997), österreichischer Neurologe und Psychiater - Wilhelm Großkopf (1910–1933), Dreher - Walter Haenisch (1906–1938), Anglist, Literaturwissenschaftler und Marxforscher - Wilhelm Hahn junior (1904–1975), Schlosser und Aufzugs-Führer - Fritz Hüser (1908–1979), Bibliothekar | - Heinz Kühn (1912–1992), Journalist und Politiker - Bruno Kreisky (1911–1990), österreichischer Politiker und Staatsmann - Fritz Lamm (1911–1977), Sozialist und Vorstandsmitglied des Bunds der Naturfreunde - Erwin Lange (1914–1991), Politiker - Erich Lindstaedt (1906–1952), Funktionär der Arbeiterjugendbewegung in der Weimarer Republik - Walter Menzel (1901–1963), Politiker - Erich Mückenberger (1910–1998), Politiker - Franz Neumann (1904–1974), Politiker - Paul Nevermann (1902–1979), Politiker - Leonard Nelson (1882–1927), Sozialist, kritischer Philosoph und Mathematiker - Julius Pätsch (1905–1982), Journalist, KPD-Sekretär, SED-Funktionär - Fritz Riwotzki (1910–1978), Polizeipräsident von Dortmund - Hermann Scheler (1911–1972), marxistisch-leninistischer Philosoph - Anton Schmaus (1910–1934), Zimmermann und Politiker - Karl-Eduard von Schnitzler (1918–2001), Journalist - Herbert Wehner (1906–1990), Politiker - Fritz Weitzel (1904–1940), Politiker, Polizeipräsident und SS-Obergruppenführer - Eleonore Wolf (1900–1996), Kommunistin und Politikerin - Erich Wustmann (1907–1994), Völkerkundler und Reiseschriftsteller |